# Католицька церква в Сан-Томе і Принсіпі
Като́лицька це́рква в Сан-Томе́ і Принсі́пі — найбільша християнська конфесія Сан-Томе і Принсіпі. Складова всесвітньої Католицької церкви, яку очолює на Землі римський папа. Керується конференцією єпископів. Станом на 2004 рік у країні нараховувалося близько 121 000 католиків (87,68% від усього населення). Існувало 1 діоцезій, які об'єднували 12 церковних парафій.  Кількість  священиків — 9 (з них представники секулярного духовенства — 2, члени чернечих організацій — 7), постійних дияконів — 0, монахів — 15, монахинь — 36.